# Jusi

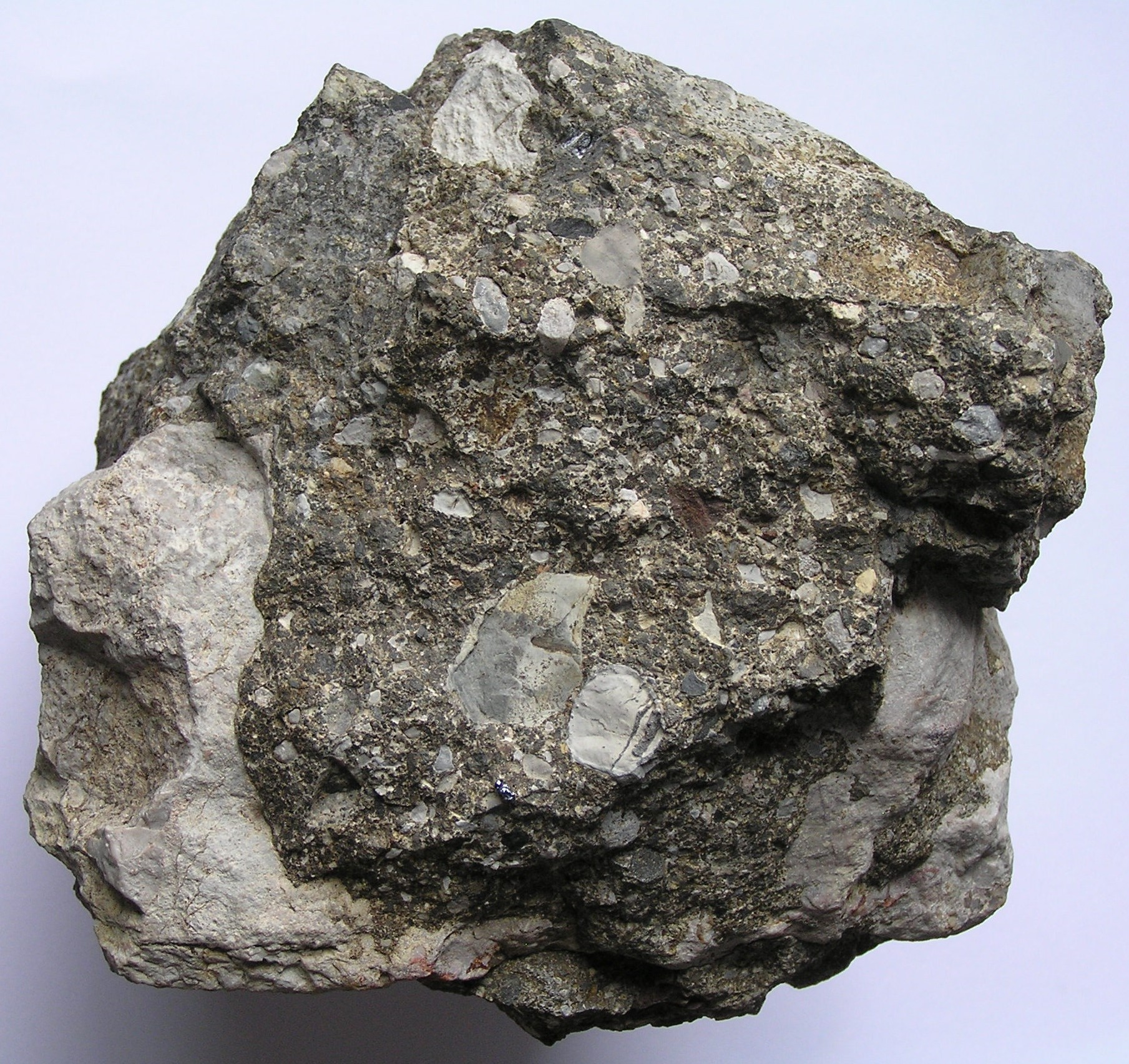
Typischer Tuffit vom Jusi

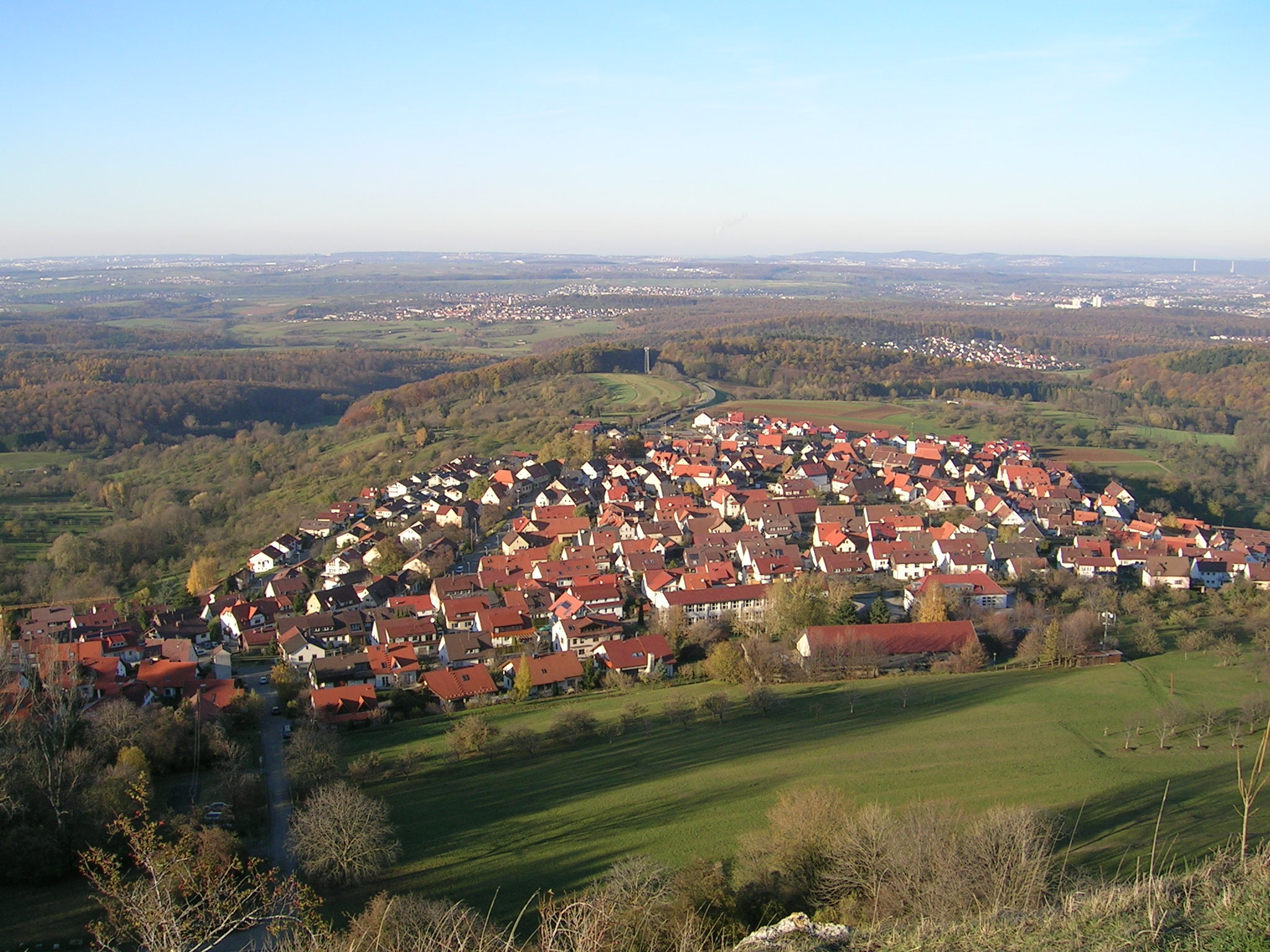
Blick vom Jusi auf Kohlberg

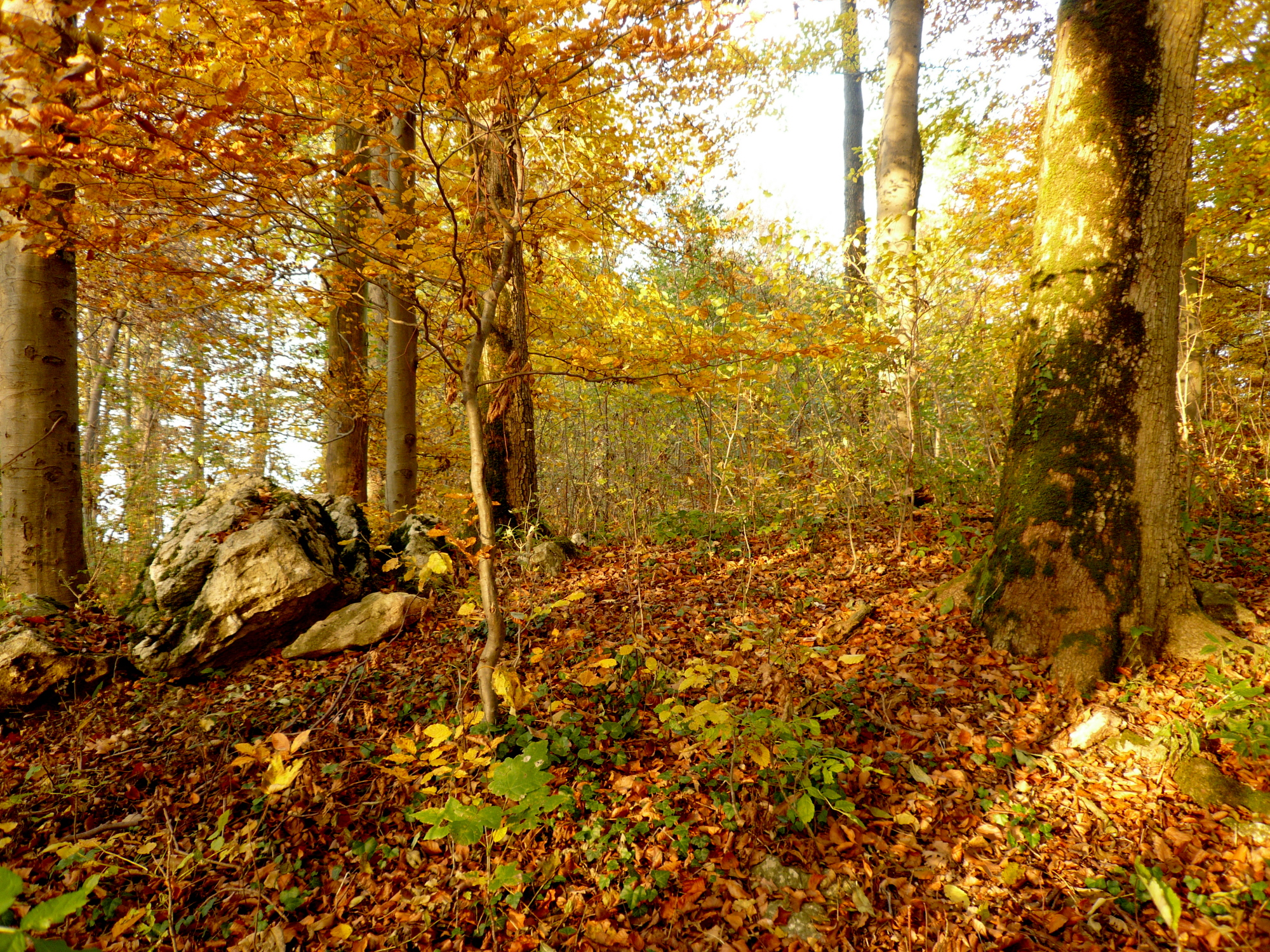
Auf der Kuppe des Jusi

Der Jusi, auch Jusiberg oder Jusenberg, ist ein 672,6 m ü. NHN hoher Berg am Albtrauf südlich von Kohlberg und östlich des Neuffener Stadtteils Kappishäusern im Landkreis Esslingen in Baden-Württemberg.

## Name
Die Herkunft des Namens Jusi ist unklar, wird verschieden erklärt und bleibt Spekulation.
Möglicherweise gehört der Name zu den Zeugnissen keltischer oder vorkeltischer Namen, wie beispielsweise auch die Flussnamen Neckar, Erms, Fils u. a. Da der Jusiberg eine weithin sichtbare Landmarke ist, könnte er schon früh benannt und sein Name jeweils an neue Einwanderer weitergegeben worden sein.
Einer anderen Theorie nach soll er vom lateinischen Wort ius (deutsch ‚Recht‘) abgeleitet sein, was auf eine einstige rechtliche Sonderstellung des Berges hindeuten könne. Es wird – ohne Quellenangabe – behauptet, der Jusi habe über Jahrhunderte hinweg die Grenze zwischen den verschiedenen Herrschaftsgebieten um Nürtingen und Reutlingen dargestellt. Jedoch steht der Berg auf altwürttembergischem Gebiet und ist rundum von solchem umgeben (Ämter Nürtingen, Neuffen und Urach). Außerdem wäre es mehr als ungewöhnlich, wenn allein hier das lateinische Wort ius in einen geographischen Namen für eine Grenze Eingang gefunden hätte. Belege für ähnliche Namen in der Region gibt es nicht – trotz der Vielzahl historischer Grenzen gerade im einst territorial zersplitterten Südwestdeutschland. Dort sind Namen mit Bezug auf eine Grenze (slawisches Lehnwort) in der Regel vom alten germanischen Wort Mark abgeleitet, das auch in den Bezeichnungen Markung oder Gemarkung fortlebt.
Eine weitere Deutung leitet die Namensform Jusenberg vom Namen Klausenberg ab – denn so wird der Berg auf der südlich angrenzenden Gemarkung der Gemeinde Dettingen an der Erms genannt. Dessen Bestimmungselement Klaus kann von Klause (Sitz eines Eremiten) oder vom Heiligen- und Personennamen Nikolaus herkommen. Es gibt aber auch hierfür weder archäologische noch schriftliche Zeugnisse.

## Beschreibung
Der Jusi ist der größte Vulkanschlot des Schwäbischen Vulkans. Er ist der Sporn eines schmalen, knapp 4 km langen Bergrückens, über den er mit der Hochfläche der Schwäbischen Alb verbunden ist.
Durch seine von Wald begrenzte Wacholderheide und das östlich angrenzende Hörnle (706,6 m ü. NHN), das lange Zeit als Steinbruch diente und auf der Nordseite etwa zur Hälfte abgetragen ist, ist der Jusi eine der auffälligsten Erhebungen im Bereich des Albtraufs. Der Kalkstein des Hörnles (auch Dettinger Hörnle) wurde einst mit einer Seilbahn nach Neuffen und von dort mit der Tälesbahn ins Nürtinger Zementwerk transportiert. Dort wurde er zur Zementherstellung verwendet.
Der Nordhang mit als Schafweide genutztem Kalkmagerrasen sowie die umgebenden Buchen- und Eichenwälder, die einigen seltenen Tier- und Pflanzenarten Lebensraum bieten, wurden 1935 zum Landschaftsschutzgebiet erklärt, seit 1992 stehen sie unter Naturschutz. Auch der ehemalige Steinbruch des Hörnles ist unter dem Namen Neuffener Hörnle-Jusenberg Naturschutzgebiet. In dem durch einen Zaun abgesperrten Gebiet kommen zum Beispiel die bedrohten Gelbbauchunken vor.
Vom Basaltmassiv des Jusi hat man an klaren Tagen Ausblick auf den Nordschwarzwald mit der Hornisgrinde, auf den Schönbuch und die Fildern, ins Neckartal, auf den Schwäbischen Wald sowie auf die drei Kaiserberge (Hohenstaufen, Rechberg und Stuifen) mit dem angrenzenden Kalten Feld.

## Geologie
Der erodierte Jusi von heute ist einer der rund 350 Vulkane des Urach-Kirchheimer Vulkangebiets (Schwäbischer Vulkan), einer tektonischen Erscheinung des Miozän (geologische Einheit; tektonisch besonders aktive Zeit vor ca. 17 Mio. Jahren). Er besteht aus konzentrisch gelagertem Schichttuff mit Weißjurablöcken. Stellenweise sind an der heutigen Landoberfläche der ehemaligen Schlotfüllung auch große zusammenhängende Schichtpakate aus Weißjuragesteinen aufgeschlossen. Im Norden des Berges sind auch Bohnerztone zu finden. Seinerzeit bildete der Vulkanschlot ein schüsselförmig in die Hochfläche der Schwäbischen Alb eingesenktes Maar. Die markante Kuppe des Jusibergs wurde durch die erosive Rückverlagerung des Albtraufs herauspräpariert.

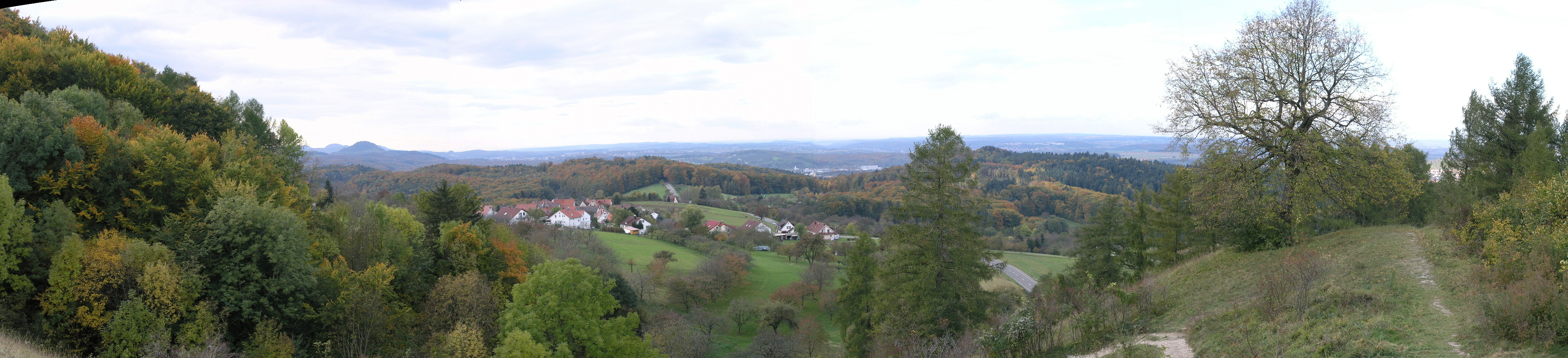
Panorama vom Jusi in Richtung Schwarzwald; im Vordergrund Kappishäusern, links die Achalm

## Schutzgebiete
Am Jusi treffen sich drei Naturschutzgebiete: Das Naturschutzgebiet Jusi-Auf dem Berg, das Naturschutzgebiet Neuffener Hörnle-Jusenberg und das Naturschutzgebiet Goldland-Klausenberg. Die Waldflächen sind als  Schonwald Jusiberg ausgewiesen. Der Jusi liegt außerdem im FFH-Gebiet Alb zwischen Jusi und Teck und im Vogelschutzgebiet Mittlere Schwäbische Alb sowie in der Pflegezone des Biosphärengebiets Schwäbische Alb. Unter dem Namen Jusiberg ist der Jusi auch als Geotop geschützt.

## Jusitreffen
Das auf dem Jusi seit 1919 jährlich stattfindende Jusi-Treffen (2019 am 28. Juli) gilt als die erste „Kirche-im-Grünen“-Veranstaltung Deutschlands. Es wird vom württembergischen altpietistischen Gemeinschaftsverband „Die Apis“ und dem evangelischen Jugendwerk veranstaltet. Da der Berg unter Schutz steht, werden dort üblicherweise keine Veranstaltungen genehmigt. Da aber dieses Treffen eine hundertjährige Tradition hat, ist es als einzige Veranstaltung weiterhin unter verschiedenen Auflagen erlaubt.